# Dąbrówka Nagórna (gromada)
Dąbrówka Nagórna – dawna gromada, czyli najmniejsza jednostka podziału terytorialnego Polskiej Rzeczypospolitej Ludowej w latach 1954–1972.
Gromady, z gromadzkimi radami narodowymi (GRN) jako organami władzy najniższego stopnia na wsi, funkcjonowały od reformy reorganizującej administrację wiejską przeprowadzonej jesienią 1954 do momentu ich zniesienia z dniem 1 stycznia 1973, tym samym wypierając organizację gminną w latach 1954–1972.
Gromadę Dąbrówka Nagórna siedzibą GRN w Dąbrówce Nagórnej utworzono – jako jedną z 8759 gromad na obszarze Polski – w powiecie radomskim w woj. kieleckim, na mocy uchwały nr 13i/54 WRN w Kielcach z dnia 29 września 1954. W skład jednostki weszły obszary dotychczasowych gromad Dąbrówka Nagórna wieś, Dąbrówka Nagórna kolonia, Dąbrówka Podłężna i Kamińsk ze zniesionej gminy Wielogóra w tymże powiecie. Dla gromady ustalono 14 członków gromadzkiej rady narodowej.
Gromadę zniesiono 31 grudnia 1959, a jej obszar włączono do gromad Wólka Klwatecka (wsie Dąbrówka Nagórna i Legenzów oraz kolonie Dąbrówka Nagórna A i Dąbrówka Nagórna B) i Wsola (wsie Dąbrówka Podłężna, Gustawów i Kamińsk oraz kolonie Piaski, Sosnowica i Kamińsk).